# Johann Conrad Honnerlag
Johann Conrad Honnerlag (* 29. Mai 1777 in Lyon; † 14. Mai 1838 in Trogen; heimatberechtigt in Trogen) war ein Schweizer Kaufmann und Kunstsammler aus Kanton Appenzell Ausserrhoden. 

## Leben
Johann Conrad Honnerlag war ein Sohn von Johann Conrad Honnerlag, Filialleiter der Handelsfirma Gebrüder Zellweger in Lyon, und der Anna Zellweger. Er war ein Neffe von Bartholome Honnerlag und Johann Georg Honnerlag. Er absolvierte eine kaufmännische Ausbildung bei seinem Onkel Johann Georg Honnerlag in Genua. 1803 kehrte er nach Trogen zurück und gründete die Handelsfirma Honnerlag & Compagnie. 
Er gab sein Geschäft bald auf und wendete sich der Literatur und Kunst zu. Er baute eine bedeutende Bibliothek und Kunstsammlung auf. Honnerlag erweiterte die prachtvolle Parkanlage beim Wohnpalast in der Niedern in Trogen. Er war Auftraggeber des Zeichners Johann Ulrich Fitzi, der in den Jahren 1821 bis 1822 Federzeichnungen sämtlicher Ortsbilder Appenzell Ausserrhodens anfertigte. 
Honnerlag und sein Vetter Johann Caspar Zellweger waren Mitstifter der Kantonsschule Trogen sowie der Kantonsbibliothek. Von 1806 bis 1830 sass er im Trogner Gemeinderat. Von 1811 bis 1817 amtierte er als kantonaler Examinator. Im Jahr 1832 sass er im Revisionsrat. 1817 hatte er den militärischen Rang eines Oberstleutnants inne.

## Werke
- Reisetagebuch von Johann Conrad Honnerlag in der Kantonsbibliothek Appenzell Ausserrhoden